# フジテレビ系列金曜夜11時台枠のアニメ
フジテレビ系列金曜夜11時台枠のアニメ（フジテレビけいれつきんようよるじゅういちじだいわくのアニメ）は、2024年10月からフジテレビ系列で毎週金曜23時30分 - 翌0時00分枠（JST）にて放送されているアニメ枠。
本項目に記述されている放送時間はすべて日本標準時（JST）。また、放送期間・放送時間はフジテレビ（制作局、関東広域圏）のもの。

## 概要
本枠の新設までこの時間帯はバラエティ番組が続いており、新設まで『ネタパレ』が放送されていたが、2024年の秋改編で『ドラゴンボールDAIMA』が開始されるのと同時にアニメ枠新設の運びとなった。フジテレビが23時台にアニメ枠を新設するのは『鬼滅の刃』の放送枠である日曜23時台以来で、レギュラーとしては初めてとなる。
2025年4月以降は『ノイタミナ』が全国ネット化に伴い当枠に移動。同時に放送時間が10分繰り上げ、23:30 - 24:00に変更された。

## 作品リスト
23時40分 - 翌0時10分
- 『ドラゴンボールDAIMA』（2024年10月11日 - 2025年2月28日）

23時30分 - 翌0時00分
- 「ノイタミナ」枠（『謎解きはディナーのあとで』以降、2025年4月4日 -）

各作品の詳細は当該項を参照。